# Team Type 1/2009
Deze pagina geeft een overzicht van de Team Type 1-wielerploeg in 2009.

## Algemeen
Algemeen manager: Vasili Davidenko
Ploegleiders: Tom Schuler, Marc Colbert, Ed Beamon, Gordon Fraser
Fietsmerk: Orbea

## Renners
| Naam                 | Geboortedatum | Nationaliteit    | Ploeg 2008                                |
| -------------------- | ------------- | ---------------- | ----------------------------------------- |
| Moisés Aldape        | 14-08-1981    | Mexico           |                                           |
| Jesse Anthony        | 12-06-1985    | Verenigde Staten |                                           |
| Fabio Calabria       | 27-08-1987    | Australië        |                                           |
| Michael Creed        | 08-01-1981    | Verenigde Staten | Rock Racing                               |
| William Dugan        | 15-01-1987    | Verenigde Staten | Neo, vanaf 01-08                          |
| Joe Eldridge         | 16-06-1982    | Verenigde Staten |                                           |
| Ricardo Escuela      | 23-05-1983    | Argentinië       | Successfulliving.com presented by Parkpre |
| Ken Hanson           | 14-04-1982    | Verenigde Staten | Geen ploeg                                |
| Daniel Holt          | 25-09-1981    | Verenigde Staten |                                           |
| Aldo Ino Ilešič      | 01-09-1984    | Slovenië         | Sava                                      |
| Christopher Jones    | 06-08-1979    | Verenigde Staten |                                           |
| Valeriy Kobzarenko   | 05-02-1977    | Oekraïne         |                                           |
| Darren Lill          | 20-08-1982    | Zuid-Afrika      | BMC Racing Team                           |
| Ian MacGregor        | 13-04-1983    | Verenigde Staten |                                           |
| Shawn Milne          | 09-11-1981    | Verenigde Staten |                                           |
| Phil Southerland     | 15-01-1982    | Verenigde Staten |                                           |
| Willem Van den Eynde | 24-01-1990    | België           | Neo, tot 30-06                            |
| Matthew Wilson       | 01-10-1977    | Australië        |                                           |

## Belangrijke overwinningen
| U.S. Air Force Classic Winnaar: Shawn Milne Cascade Cycling Classic 4e etappe: Moisés Aldape Ronde van Utah Darren Lill |

2008 · 2009 · 2010 · 2011 · 2012 · 2013 · 2014 · 2015 · 2016 · 2017 · 2018 · 2019· 2020· 2021 · 2022 · 2023 · 2024 · 2025